# 本庄晋一
本庄 普一、/晋一（ほんじょう ふいち/ しんいち、寛政10年（1798年） - 弘化3年11月4日（1846年12月21日））は、江戸時代後期に本庄宿（現在の埼玉県本庄市）で開業していた蘭学医、文人。諱を俊篤、字を士雅と称した。

## 生涯
本庄宿の医師本庄正俊の次男として本町に生まれ、医師を志し、江戸で沼津藩医の保土田翠蘭に学び、その後、日本、中国、オランダの医学についても幅広く調べ、研究を重ねる。文政6年（1823年）の時点で「普一」と名乗っており、諸国を遍歴し、各地の名医を訪ね、療法や秘薬の教えを乞い、病人を普（あまね）く救う事を自分の課題として、「普一（病人に普く一灯をともす）」と号したとされる。また、華岡青洲の乳がん手術図も模写している。文政8年（1825年）頃、長崎に至り、オランダ医術を学び、シーボルトも治す事ができなかった清人の眼病を手術によって治療し、眼科医として全国的に名声を得る。蘭漢折衷型医術を自分のものとし、京都、河越など治療の旅を続け、文政10年（1827年）頃、本庄に戻り、内科、外科、眼科を開業。大勢の門人の指導にあたりながら、文政12年（1829年）に『眼科錦囊（がんか きんのう）』を、天保8年（1837年）には『続眼科錦囊』を刊行した（この本のシリーズは19世紀の眼科医のバイブルとなった）。他にも、『天狗堂脈論』なども著した（出版に至らなかった本も数冊ある）。交友関係は蘭学者から儒学者まで幅広く、忍藩の儒者芳川波山とは江戸遊学時より親交を重ねる間柄であった。シーボルトの高弟とされる高野長英とも親交があったとされる。また、漢詩文にも精通していた。弘化3年（1846年）2月に本庄で大火が起こり、焼き出された為、児玉郡八幡町に借家し、同年11月に49歳で没し、同所、浄眼寺にて葬られる（本庄市内の円心寺の方にも本庄家の墓石が見られる）。養子である本庄俊圭（1826年 - 没年不詳）が文人医師として後を継いでいる。

## 備考
- 本庄俊篤（-としあつ）は、晋一（しんいち）と普一（ふいち）の号を両方用いていた為、どちらの表記も誤りではない。
- シーボルトも治す事ができなかった眼病を手術によって治療した功績を持ちながらも、普一に関する資料は少なく、謎が多い医者の一人でもある。学歴及び業績についても墓石には刻まれておらず、記録を残さなかったとも見てとれる。しかしながら、普一の生きた時代の北武蔵地方で特筆すべき医師名はなく、この時代の名医として普一のみが現代において語られているのも史実である。
- のちに眼科医として名声をはせたが、華岡青洲の「乳がん手術図」を模写している事からも分かるように、「病人に普く一灯をともす（普一）」の思想の下、あらゆる分野の医術を学んでいた事が分かる。
- 当時、蘭学は外科・眼科を除いて幕府によって規制・弾圧を受けており（蘭書翻訳取締令）、普一が眼科として名をはせた因はこうした社会状況にもよる。

## 『眼科錦囊』
前述の通り、普一著の医学書。19世紀の日本で眼科医のバイブルとなった本。『眼科錦囊』は、天地玄黄の巻から成り、『続眼科錦囊』は上下巻から成る。
『眼科錦囊』には、眼球の解剖図が載っており、角膜や水晶液、水晶膜、視神経などなど各部位の名が見られ、近代医術（眼球の手術）に必要な知識が備わっていた事が分かる。『続眼科錦囊』には、当時の手術器具が描かれており、眼球の手術の様子も描かれている。この本は、さしずめ、眼球版の『解体新書』と言ったところであり、「『蘭学事始』に匹敵する名著」と位置付けられている。